# اچ‌ام‌اس اسکورپیون (دی۶۴)
اچ‌ام‌اس اسکورپیون (دی۶۴) (به انگلیسی: HMS Scorpion (D64)) یک کشتی بود که طول آن ۳۶۵ فوت (۱۱۱ متر) بود. این کشتی در سال ۱۹۴۶ ساخته شد.